# Lago di Buško
Il lago di Buško o Buško Blato (in bosniaco Buško Jezero) è un lago artificiale della Bosnia ed Erzegovina e con i suoi 55,8 km² è il più grande lago del Paese per superficie. 

## Storia
Il nome "Buško blato" significa letteralmente "palude di Buško" e infatti in origine l'area dove ora si estende il lago era una zona paludosa, costellata di numerosi terreni agricoli.
Nel 1974 l'area venne convertita in un lago per alimentare una centrale idroelettrica situata nei pressi della località di Ruda, nel comune di Otok, in quella che all'epoca era la Repubblica Socialista di Croazia. La centrale denominata Orlovac fu infatti il frutto di una cooperazione tra le due repubbliche della RSF Jugoslavia, secondo la quale due bacini sarebbero dovuti essere costruiti nella Repubblica di Bosnia ed Erzegovina: un bacino di compensazione nei pressi di Lipa (il lago Lipsko) e appunto il Buško Blato. La centrale idroelettrica con una potenza installata di 237 MW era stata concepita per fornire energia elettrica alla costa dalmata e favorirne il turismo.

## Geografia
Il lago si trova per un terzo nel comune di Livno e per due terzi in quello di Tomislavgrad, nel cantone della Bosnia Occidentale. Il lago si trova a 716 m s.l.m. ed è capace di un volume di 782 milioni di m³, facendone uno dei più grandi laghi artificiali d'Europa.
Il lago viene alimentato dal drenaggio delle falde acquifere nelle rocce carsiche dei polje delle regioni della Erzegovina e Bosnia occidentali, nel cuore delle Alpi Dinariche. L'accumulo idrico avviene prevalentemente tramite fiumi sotterranei, acque di drenaggio delle aree circostanti (polje Livanjsko, Duvanjsko e Kupreško), inghiottitoi, doline e risorgive.
Il lago di Buško è collegato con il lago Lipsko tramite un canale anch'esso artificiale (il canale "Lipsko-Buško") che serve come bacino di espansione in caso di acqua in eccesso o inondazioni come succede spesso durante le stagioni con alte precipitazioni. Nel villaggio di Podgradina è presente una stazione di pompaggio per pompare acqua verso il Buško Blato, che a seconda delle circostanze può essere posto ad una quota piezometrica maggiore di quella del lago Lipsko.

## Fauna
Il lago ospita numerose specie ittiche tra cui carpe, trote, lasche, carpe di Prussia e cavedani. Studi recenti hanno evidenziato che i pesci del lago presentano concentrazioni elevate di metalli pesanti quali piombo e mercurio, mentre le acque sono caratterizzate da un aumento del contenuto di nitrati e batteri.